# Loeb (warenhuis)
Loeb is een Zwitserse warenhuisketen met het hoofdkantoor in Bern.

## Geschiedenis
Vanaf 1869 exploiteerde de Joodse koopmansfamilie Loeb een kleine winkel in Freiburg im Breisgau. In 1874 werd een winkel in Zürich geopend en in 1876 een winkel in Basel. Daarna volgden winkels in Sankt Gallen en Luzern. Deze winkels werden om verschillende redenen weer opgeheven.
Op 9 september 1881 openden David, Julius, Louis en Eduard Loeb een kleine textielwinkel aan de Spitalgasse 32 in Bern onder de naam Gebrüder Loeb. David en zijn vrouw Fanny namen de winkel in 1891 over en in 1899 werd dit het eerste moderne warenhuis in Bern. Het werd gevestigd in gebouwen aan de Spitalgasse 51 en Schauplatzgasse 38. De nieuwe winkel had drie verdiepingen en bood werk aan 60 werknemers. Zes jaar na de opening kwam er een op waterkracht werkende lift die tot aan de derde verdieping reikte.
In 1905 namen de zoons Arthur en Eugen Loeb de onderneming opver. In 1912 openden ze een filiaal in Thun. In 1914 kon het warenhuis aan de Spitalgasse in Bern worden uitgebreid met gebruikmaking van naastgelegen panden en in 1915 werd een tearoom geopend.
De onderneming werd in 1918 omgevormd tot een naamloze vennootschap. In 1929 kreeg de winkel in Bern zijn huidige omvang nadat Hotel Löwen was gesloopt voor een verbouwing en uitbreiding. In hetzelfde jaar trad zoon Fritz toe tot de leiding van het bedrijf.
In 1940 werd een pensioenfonds opgericht in de vorm van de stichting, tot 1971 zonder bijdrageplicht voor de werknemers. Aan de Ziegelackerstraße 10 te Bern werd in 1952 een magazijn betrokken en in 1956 werden in het Bernse warenhuis roltrappen geïnstalleerd. In 1964 werd er een levensmiddelenafdeling met zelfbediening geopend.
De naam van de onderneming werd in 1973 veranderd van Gebrüder Loeb AG in Loeb AG. In 1975 nam François Loeb na het overlijden van zijn vader Victor de leiding over. Een jaar later werd een ondernemingsraad opgericht. In 1978 waren er zo'n 900 medewerkers in dienst. In 1987 werd de Loeb-Holding AG opgericht. Meerder nieuwe filialen werden in de jaren 1960 en 1970 geopend in Zwitserland en het bestaande filiaal werd uitgebreid.
In 2005 trok François Loeb zich terug uit de onderneming en werd Peter Everts benoemd tot voorzitter van de Raad van Bestuur, gevolgd door Urs Berger. Nicole Loeb nam de functie van afgevaardigde van de Raad van Bestuur van Loeb Holding AG over en is nog steeds een leidinggevende in het groepsmanagement van Loeb Holding AG. De getrouwde moeder van twee kinderen is de vijfde generatie die het bedrijf Loeb leidt. Marc Loeb werd niet-uitvoerend bestuurder.
In 2010 werden de filialen in Biel en Thun verbouwd en kwam er meer ruimte voor onderhuurders volgens het shop-in-the-shop concept. De logistiek wordt vanaf dat jaar uitbesteed aan Fiege Logistik AG. In 2012 opende Loeb een webshop. De filialen in Bern en Schönbühl werden in 2012 gemoderniseerd. In 2013 werd een nieuw concept gelanceerd onder de naam Maggs. Na de eerste winkel in Bern werden in 2014 onder deze naam modewinkels geopend in Aarau, Basel, Biel, Fribourg en Zürich.
Vanaf 2017 concentreerde Loeb zich op de warenhuizen in de binnensteden en werden veel modewinkels gesloten. Nadat al eerder de warenhuisfilialen in Avry bij Fribourg (gesloten in 2009) en Bern-Bethlehem (gesloten in 2014) waren gesloten, werd eind februari 2017 het in 1975 geopende filiaal in het Shoppyland winkelcentrum in Schönbühl gesloten.
Vanaf 2018 omvat de Raad van Bestuur altijd een meerderheid van leden met winkelervaring die onafhankelijk zijn van de aandeelhouders om professionaliteit en onafhankelijkheid bij de besluitvorming te waarborgen. In 2018 waren dat Urs Berger, Werner Krättli en Paul Häring. Het management van Loeb AG is sinds 2004 onafhankelijk van de meerderheidsaandeelhouders: de leden zijn Ronald Christen (CEO), Franz Wittwer (CFO), Beatrice Zürcher (CHRO) en Martin Stucki (CDO).
Loeb ging een samenwerking aan met Lidl en als gevolg daarvan opende Lidl een Lidl-vestiging in elk van twee Loeb-warenhuizen (Biel in 2019 en Bern in 2021
In 2020 werden er nog drie warenhuizen geëxploiteerd. De filialen in Bern en Biel zijn in 2020 ingrijpend gemoderniseerd en de vestiging in Thun volgde in 2021. Daarnaast was er een levensmiddelenwinkel in Bern, een filiaal van Eva Kyburz in Zürich en twee modewinkels onder de naam Maggs in Bern en Aarau.
Loeb ondersteunt in het kader van een sociale partnership elk jaar een goed doel door onder meer een aandeel van de winst van zondagsopeningen af te staan.